# Дуггинген
Дуггинген (нем. Duggingen) — коммуна в Швейцарии, в кантоне Базель-Ланд.
Входит в состав округа Лауфен. Население составляет 1358 человек (на 3 апреля 2008 года). Официальный код — 2785.

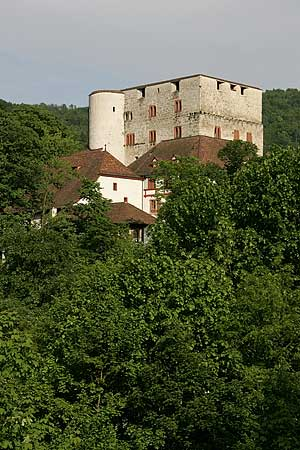
Замок